# Selkämäki
Selkämäki är en ö i Finland. Den ligger i sjön Suomijärvi och i kommunen Karvia i den ekonomiska regionen  Norra Satakunta ekonomiska region  och landskapet Satakunta, i den sydvästra delen av landet, 240 km nordväst om huvudstaden Helsingfors. Öns area är 4 hektar och dess största längd är 360 meter i nord-sydlig riktning.